# Корболіха
Корболі́ха (рос. Корболиха) — село у складі Третьяковського району Алтайського краю, Росія. Адміністративний центр Корболіхинської сільської ради.

## Населення
Населення — 1356 осіб (2010; 1651 у 2002).
Національний склад (станом на 2002 рік):
- росіяни — 97 %